# Christian Göke

Christian Göke

Christian Göke (* 27. Juli 1965 in Münster) ist ein deutscher Manager, Multi Aufsichtsrat, Investor und Generallbevollmächtiger der Unternehmerfamilie Gegenbauer (Vesica Holding) in Berlin.

## Herkunft und Ausbildung
Göke wurde in Münster geboren und machte dort am althumanistischen Gymnasium Paulinum Abitur. Nach dem Bundeswehrdienst studierte er zunächst Rechtswissenschaften an der Westfälischen-Wilhelms-Universität und der Universitá degli Studi Bologna. Anschließend promovierte er bei Prof. Dr. Meinharz Heinze über „Die Europäische Aktiengesellschaft SE im Verhältnis zum deutschen und italienischen Recht“ (ISBN 978-3-8265-5115-4).
An der SDA Bocconi in Mailand studierte Göke Wirtschaft und erwarb 1993 den MBA-Grad.

## Berufliches Wirken
Von 1993 bis 1996 war Göke als Berater bei Roland Berger in München tätig.
1996 wechselte er zur Messe Frankfurt GmbH und verantwortete dort einen der vier Geschäftsbereiche (Consumer Events und New Business Development).
2000 wurde er zum Geschäftsführer (COO) der Messe Berlin GmbH berufen und verantwortete dort das gesamte operative Geschäft des Unternehmens. Er restrukturierte das Unternehmen, führte es in die Gewinnzone und nachfolgend als CEO (2013–2020) in die globale TOP 10 der Messegesellschaften.
2017–2019 fungierte er zudem als Vorstandssprecher der Gemeinschaft deutscher Grossmessen und wurde zum ausdrücklichsten Verfechter einer Konsolidierung und Privatisierung des deutschen Messewesens.
Seit 2021 ist Göke der Generalbevollmächtigte der Unternehmerfamilie Gegenbauer in Berlin (Vesica Holding GmbH & Co. KG).

## Privates Leben
Göke hat 3 Kinder und ist mit Theresa Freifrau von Spoercken verheiratet. Er lebt in Berlin.
Göke engagiert sich als Vice Chairman für die Berlin British School.